# Karl Friedrich Abel
Karl Friedrich Abel, tudi Carl Friedrich, nemški skladatelj, * 22. december 1723, Köthen, † 20. junij 1787, London.
Abel se uvršča med pomembnejše skladatelje predklasičnega obdobja. Rodil se je v Köthenu, in sicer glasbeniku v tamkajšnjem dvornem orkestru, ki ga je tedaj vodil Johann Sebastian Bach. Postal je virtuoz na violi da gamba in po Bachovem priporočilu je bil sprejet v dvorni orkester v Dresdnu. Leta 1759 je odšel v Anglijo. Ko je leta 1762 prišel v London Johann Christian Bach, sta se moža spoprijateljila in leta 1764 začela sodelovati pri izvedbi koncertov v organizaciji operne pevke Therese Cornelys v njeni koncertni dvorani na trgu Soho v Londonu. »Koncerti Bacha in Abela«, kot so jim rekli Londončani, so bili eden prvih koncertnih abonmajev v zgodovini glasbe. Na njih so nastopali najslavnejši virtuozi tistega obdobja ter izvajali najnovejše glasbene stvaritve; med drugim je na koncertih Bacha in Abela v Angliji prvič zazvenela glasba Josepha Haydna. Abel je bil uspešen glasbenik, znameniti portretist Thomas Gainsborough ga je naslikal leta 1777, ko je bil na vrhuncu uspeha, v naslanjaču pri pisalni mizi; z gosjim peresom zapisuje naslov skladbe v dokončano partituro. Oblečen je v elegantno, z zlato nitko obšito livrejo in svilen telovnik, na kolenih mu sloni viola da gamba, ob njegovih nogah pa drema čudovit pes. Vendar se Abel kot poslovnež ni izkazal. Po smrti Johanna Christiana Bacha leta 1782 je poskušal sam voditi organizacijo koncertnih sezon, vendar je kmalu propadel. Čeprav je bil še vedno cenjen virtuoz, se je vdal pijači in ta mu je uničila zdravje. 
Abel je med drugim komponiral simfonije, uverture, koncerte, sonate in solistične skladbe. Ena njegovih skladb, Sinfonia v Es-duru je zaslovela, ker jo je leta 1764 med svojim obiskom v Londonu za vajo prepisal mladi Wolfgang Amadeus Mozart. V prvi Köchlov katalog Mozartovih del je bila uvrščena s številko 18, pozneje pa se je izkazalo, da gre za zadnje delo (št. 6) iz zbirke šestih Ablovih simfonij op. 7. 